# O golo do terramoto
O golo do terramoto (em português, Gol do Terremoto) é como ficou conhecido o gol do jogador uruguaio José Perdomo durante a partida entre Gimnasia y Esgrima e Estudiantes de La Plata no dia 5 de abril de 1992 válida pelo Torneio Clausura da Primeira Divisão da Argentina.. Após ser marcada uma falta para o Gimnasia, José Perdomo ajeitou a bola e, numa cobrança de falta de 35 metros de distância da meta, fez o famoso "Gol do Terremoto", que acabou sendo o gol da vitória. Na comemoração, os "hinchas triperos" (como são conhecidos os torcedores do Gimnasia y Esgrima) presentes no estádio comemoraram tanto que as vibrações foram registradas no sismógrafo do departamento de Sismologia e Informações Meteorologica do Observatório Astronômico La Plata da Universidad Nacional de La Plata, como se houvesse sido produzido por um abalo sísmico de mais de seis graus na Escala Richter. Por isso a alcunha deste gol.

## Ver também

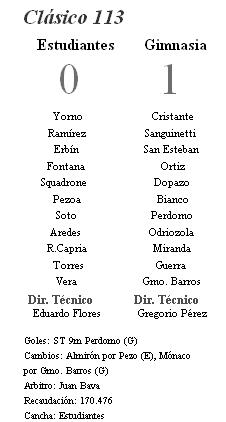
Clásico 113

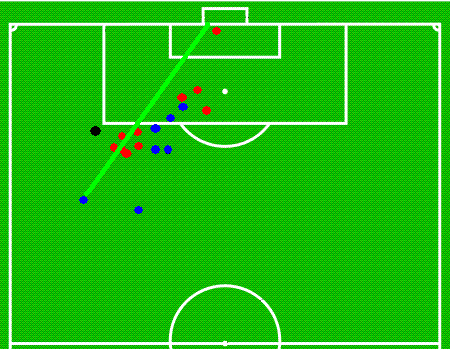
José Perdomo converteu a 35 metros e provocou um "terremoto"